# Bitterfeld-Wolfen
Bitterfeld-Wolfen ist die größte Stadt im Landkreis Anhalt-Bitterfeld. Die Stadt liegt im Südosten des Landes Sachsen-Anhalt. Bitterfeld-Wolfen entstand am 1. Juli 2007 durch die Fusion der ursprünglich eigenständigen Städte Bitterfeld und Wolfen sowie der Gemeinden Greppin, Holzweißig und Thalheim.

## Geografie

### Lage
Bitterfeld-Wolfen liegt etwa 25 km nordöstlich von Halle (Saale) und etwa 35 km nördlich von Leipzig. Die maximale Ausdehnung beträgt sowohl in Nord-Süd- als auch in Ost-West-Richtung jeweils etwa zehn Kilometer. Östlich befindet sich der Muldestausee, südöstlich der Goitzsche-See mit den Hafenanlagen, westlich das Sandersdorfer Strandbad. Die Stadt liegt im Naturraum Bitterfelder Bergbaurevier.

### Stadtgliederung
Die Stadt Bitterfeld-Wolfen gliedert sich in die folgenden Ortschaften mit ihren Ortsteilen:
| Ortschaft                 | Die Ortschaften von Bitterfeld-Wolfen (anklickbare Karte) |
| ------------------------- | --------------------------------------------------------- |
| Bitterfeld                | Die Ortschaften von Bitterfeld-Wolfen (anklickbare Karte) |
| Bobbau (mit Siebenhausen) | Die Ortschaften von Bitterfeld-Wolfen (anklickbare Karte) |
| Greppin                   | Die Ortschaften von Bitterfeld-Wolfen (anklickbare Karte) |
| Holzweißig                | Die Ortschaften von Bitterfeld-Wolfen (anklickbare Karte) |
| Reuden an der Fuhne       | Die Ortschaften von Bitterfeld-Wolfen (anklickbare Karte) |
| Rödgen (mit Zschepkau)    | Die Ortschaften von Bitterfeld-Wolfen (anklickbare Karte) |
| Thalheim                  | Die Ortschaften von Bitterfeld-Wolfen (anklickbare Karte) |
| Wolfen                    | Die Ortschaften von Bitterfeld-Wolfen (anklickbare Karte) |

### Nachbargemeinden
Angrenzende Gemeinden sind Raguhn-Jeßnitz im Norden, Muldestausee im Osten, Delitzsch im Süden sowie Sandersdorf-Brehna und Zörbig im Westen.

## Geschichte
Zum 1. Juli 2007 wurden die bis dahin selbstständigen Städte Wolfen und Bitterfeld mit den Ortsteilen Reuden, Rödgen, Zschepkau sowie die Gemeinden Greppin, Thalheim und Holzweißig zur Stadt Bitterfeld-Wolfen zusammengeschlossen. Ein Vertrag zur Gebietsänderung wurde am 29. September 2005 von den (Ober-)Bürgermeistern der betreffenden Städte und Gemeinden unterzeichnet. Die Genehmigung dieser Gebietsänderungsvereinbarung durch die Kommunalaufsicht liegt seit 8. November 2005 vor. Die Gemeinde Bobbau mit dem Ortsteil Siebenhausen trat am 1. September 2009 ebenfalls zur Einheitsgemeinde bei, obwohl sich bei einer Bürgeranhörung 54 % der Einwohner Bobbaus gegen den Beitritt ausgesprochen hatten. Seit der politischen Wende 1989/90 hat sich die Einwohnerzahl mehr als halbiert, vor allem in der ehemaligen Stadt Wolfen.
Eingemeindungen
| Ehemalige Gemeinde | Datum             | Anmerkung                 |
| ------------------ | ----------------- | ------------------------- |
| Bitterfeld         | 1. Juli 2007      |                           |
| Bobbau             | 1. September 2009 |                           |
| Greppin            | 1. Juli 2007      |                           |
| Holzweißig         | 1. Juli 2007      |                           |
| Reuden             | 13. Juli 1993     | Eingemeindung nach Wolfen |
| Rödgen             | 15. März 2004     | Eingemeindung nach Wolfen |
| Siebenhausen       | 1. Juli 1950      | Eingemeindung nach Bobbau |
| Thalheim           | 1. Juli 2007      |                           |
| Wolfen             | 1. Juli 2007      |                           |
| Zschepkau          | 1. Juli 1950      | Eingemeindung nach Rödgen |

## Bevölkerung
(heutiger Gebietsstand)
| Jahr/Datum | Einwohner |
| ---------- | --------- |
| 1964 ¹     | 74.747    |
| 1971 ¹     | 74.369    |
| 1981 ¹     | 73.719    |
| 1985       | 75.274    |
| 1989       | 76.147    |

| Datum | Einwohner |
| ----- | --------- |
| 1990  | 71.916    |
| 1995  | 67.060    |
| 2000  | 57.435    |
| 2005  | 49.899    |
| 2010  | 45.171    |
| 2015  | 40.480    |

| Datum | Einwohner |
| ----- | --------- |
| 2020  | 37.568    |
| 2021  | 37.047    |
| 2022  | 36.852    |
| 2023  | 36.815    |
| 2024  | 36.592    |

¹ Volkszählungsergebnis    
ab 1990: Stand: 31. Dezember des jeweiligen Jahres (Angaben des Statistischen Landesamtes Sachsen-Anhalt), ab 2011 auf Basis des Zensus 2011, ab 2022 auf Basis des Zensus 2022>

## Politik

### Stadtrat

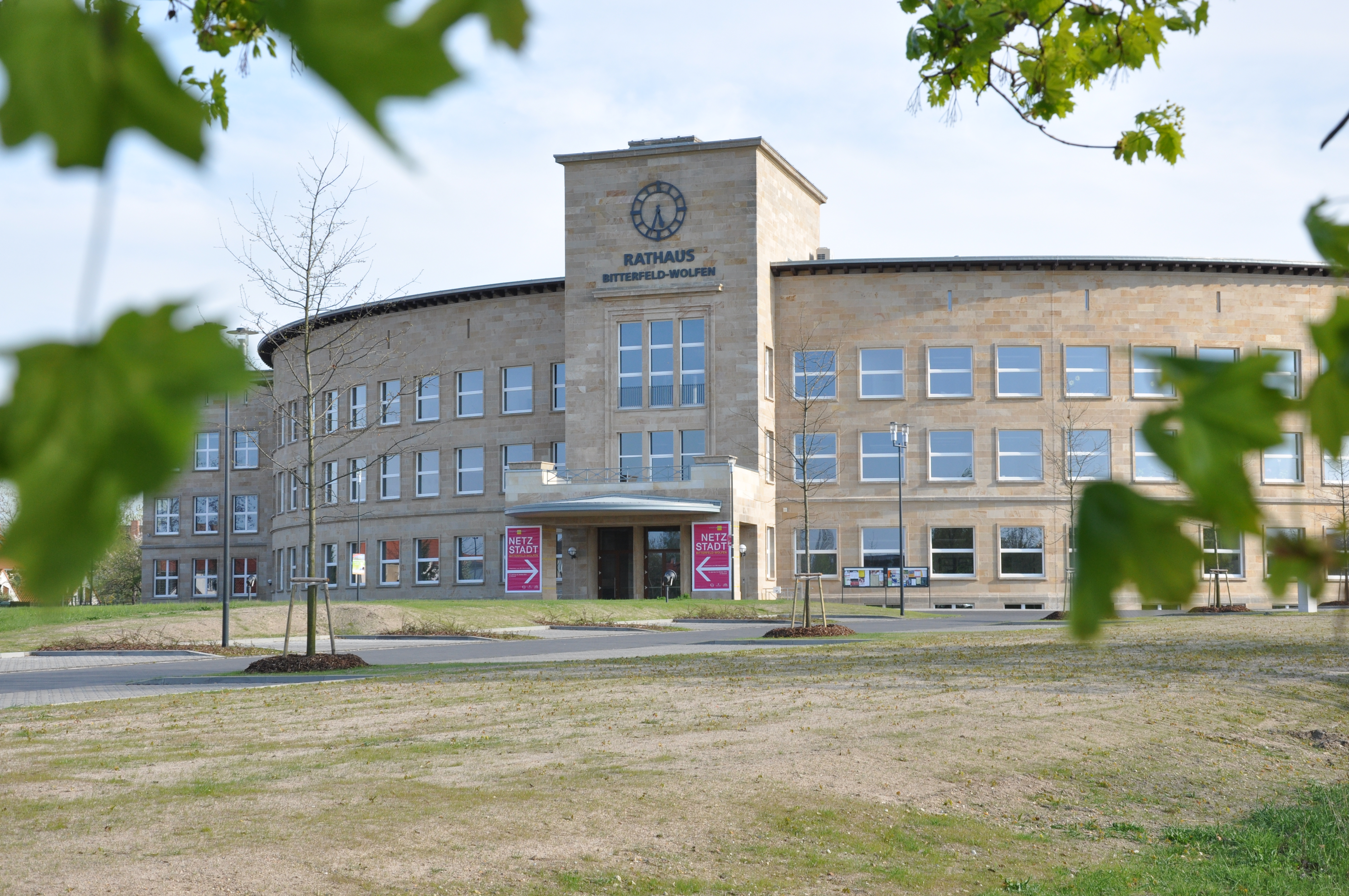
Rathaus Bitterfeld-Wolfen

Dem Stadtrat gehören 40 Mitglieder und der Oberbürgermeister an. Die Wahl zum Stadtrat am 9. Juni 2024 führte bei einer Wahlbeteiligung von 53,5 % zu folgendem Ergebnis:
| Partei / Wählergruppe                  | Stimmenanteil | Sitze |
| -------------------------------------- | ------------- | ----- |
| AfD                                    | 36,1 %        | 15    |
| CDU                                    | 19,0 %        | 08    |
| PRO Bitterfeld-Wolfen                  | 14,7 %        | 06    |
| Die Linke                              | 07,3 %        | 03    |
| SPD                                    | 05,8 %        | 02    |
| Wählerliste Sport Bitterfeld-Wolfen    | 05,4 %        | 02    |
| Freie Wählergemeinschaft Holzweißig    | 03,6 %        | 01    |
| Bündnis 90/Die Grünen                  | 02,9 %        | 01    |
| Unabhängiges Bündnis Bitterfeld-Wolfen | 02,4 %        | 01    |
| Freie Wählergemeinschaft Greppin       | 01,8 %        | 01    |
| FDP                                    | 01,0 %        | –     |
| Insgesamt                              | 100 %         | 40    |

### Oberbürgermeister
Erste Oberbürgermeisterin der Stadt Bitterfeld-Wolfen wurde die ehemalige Oberbürgermeisterin von Wolfen, Petra Wust (parteilos). Bei der Oberbürgermeister-Wahl 2009 setzte sich Wust am 22. November in der Stichwahl mit 56,9 Prozent gegen Dagmar Zoschke (Die Linke) durch.
Bei der Oberbürgermeisterwahl 2016 setzte sich in der Stichwahl am 6. November Armin Schenk (CDU) gegen den parteilosen Kandidaten Eckbert Flämig mit 57,9 % der gültigen Stimmen durch. Die Wahlbeteiligung betrug 28,5 %. Die Amtszeit des neuen Oberbürgermeisters begann am 6. März 2017.
Bei der Oberbürgermeisterwahl am 24. September 2023 erhielt der AfD-Kandidat Henning Dornack im ersten Wahlgang 33,8 % der Stimmen, Amtsinhaber Armin Schenk (CDU) 29,1 %. Da kein Kandidat die absolute Mehrheit erzielte, kam es am 8. Oktober zu einer Stichwahl, die Amtsinhaber Schenk mit 53,8 % gewann.

### Wappen
| | Blasonierung: „Geviert von Silber und Blau mit schwarzem Schildfuß; Feld 1: ein roter Rundkolben; Feld 2: eine strahlende ungebildete goldene Sonne; Feld 3: wachsend fünf goldene Ähren; Feld 4: drei (2:1) rote Seeblätter; im Schildfuß ein schräggekreuztes silbernes Bergmannsgezähe.“ |
| Wappenbegründung: Die Farben der Stadt sind Gelb (Gold) – Blau. Der Bergbau ist die Grundlage für die wirtschaftliche Entwicklung der Region. Das Symbol dafür sind die Bergeisen im Schildfuß. Die chemische Industrie hat ebenfalls die Region geprägt. Der Chemiekolben stammt wie die Bergeisen aus dem Wolfener Wappen. Die Solarindustrie hat große Zukunft – die Sonne steht symbolisch für Wärme, Leben und Wachstum sowie für eine moderne Technologie. Die gemeine Figur ist dem Thalheimer Wappen entnommen. Bis zum Beginn des Bergbaus waren alle 5 Orte landwirtschaftlich geprägt – die 5 Getreideähren stehen ebenso für die 5 Orte wie auch für allgemeines natürliches Wachstum. Die drei Seeblätter stehen für den heraldisch-historischen Bezug zur ehemaligen Grafschaft Brehna, sie sind dem Bitterfelder- und Greppiner Wappen entnommen, die Getreideähren entstammen dem Thalheimer- und Wolfener Wappen. Das Wappen wurde von dem Heraldiker Lutz Döring aus Erdeborn gestaltet, am 15. Februar 2008 durch den Landkreis Anhalt-Bitterfeld genehmigt und im Landesarchiv Sachsen-Anhalt unter der Wappenrollennummer 8/2008 registriert. | |

### Flagge
Die Flagge ist Gelb - Blau (1:1) gestreift (Querform: Streifen waagerecht verlaufend, Längsform: Streifen senkrecht verlaufend) und mittig mit dem Stadtwappen belegt.

### Dienstsiegel
Das Dienstsiegel der Stadt Bitterfeld-Wolfen enthält das Stadtwappen und die Umschrift „Bitterfeld-Wolfen“.

### Städtepartnerschaften
Der Ortsteil Bitterfeld unterhält Städtepartnerschaften zu folgenden Städten:
- Dserschinsk (Russland), seit 1996
- Kamienna Góra (Landeshut in Schlesien) (Polen), seit 2. März 2006
- Marl (Deutschland), seit 1991
- Vierzon (Frankreich), seit 1959

Der Ortsteil Wolfen unterhält Städtepartnerschaften zu folgenden Städten:
- Villefontaine (Frankreich), seit 7. Mai 1994
- Witten (Deutschland), seit 7. April 1990

## Sehenswürdigkeiten und Kultur
Rathaus der Stadt Bitterfeld-Wolfen

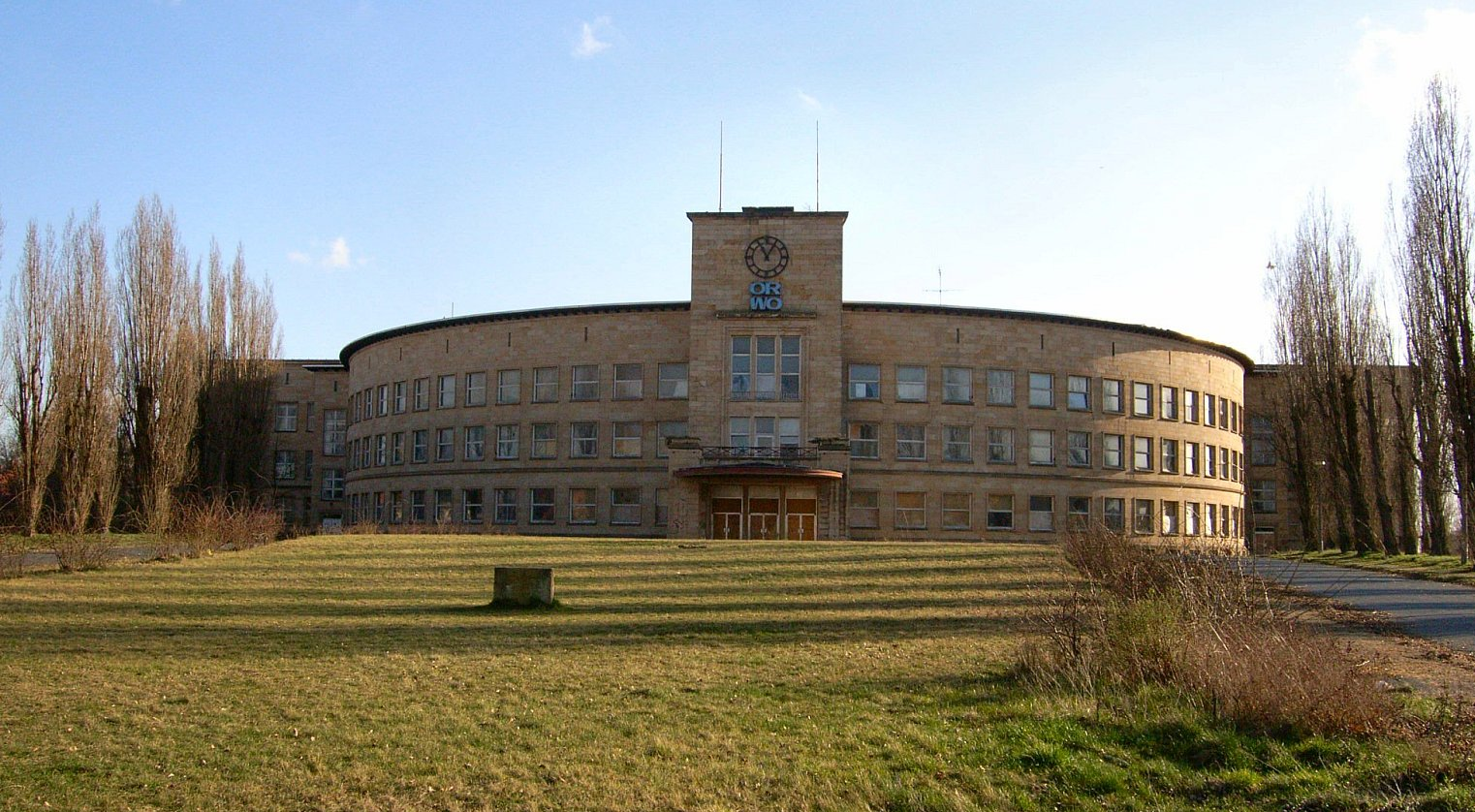
Gebäude 041: ehem. Verwaltungsgebäude der Filmfabrik ORWO, heute Rathaus der Stadt Bitterfeld-Wolfen

Das Gebäude des heutigen Rathauses wurde zwischen 1936 und 1939 als Teil der Agfa-Werke errichtet. Mit der werksinternen Nummer 041 sollte es nach ersten Planungen das Wissenschaftliche Zentral-Laboratorium der Photographischen Abteilung von Agfa beherbergen. In der endgültigen Planung fand dann auch die Verwaltung des Unternehmens ihren Sitz im Gebäude. Nach den Plänen von Regierungsbaumeister Adolf Herberger entstand ein halbrunder Bau mit zwei zentralen Ecktürmen, Hörsaal, Wissenschaftlicher Bibliothek, Konferenzsaal, Ausstellungshalle, zwei Seitenflügeln und einem Luftschutzbunker vor dem Haus. 99 große Fenster bestimmten die Außenansicht. Pfälzer Sandstein wurde für die Fassade verwendet.
Nach dem Krieg und damit verbundenen Beschädigungen wurde die Filmfabrik sowjetisches Eigentum, bevor 1954 ein Volkseigener Betrieb (VEB) gegründet wurde. Zehn Jahre später wurde aus Agfa ORWO (ORiginal WOlfen). Der Betrieb beschäftigte 14.500 Menschen, wobei über die Hälfte Frauen waren. Eine Frauenplastik, die auch heute wieder vor dem Gebäude steht, symbolisiert den größten Frauenbetrieb der DDR.
Mit der Wende verlor die Filmfabrik an Bedeutung; damit verfiel das Gebäude 041 zunehmend. Erst mit der Gründung der Stadt Bitterfeld-Wolfen kam die Chance zur Wiederbelebung. Die Wohnungs- und Baugesellschaft Wolfen mbH erwarb das Grundstück und investierte 8,1 Millionen Euro. Seit Januar 2010 ist die Stadtverwaltung Mieter des Rundbaus.
Städtisches Kulturhaus

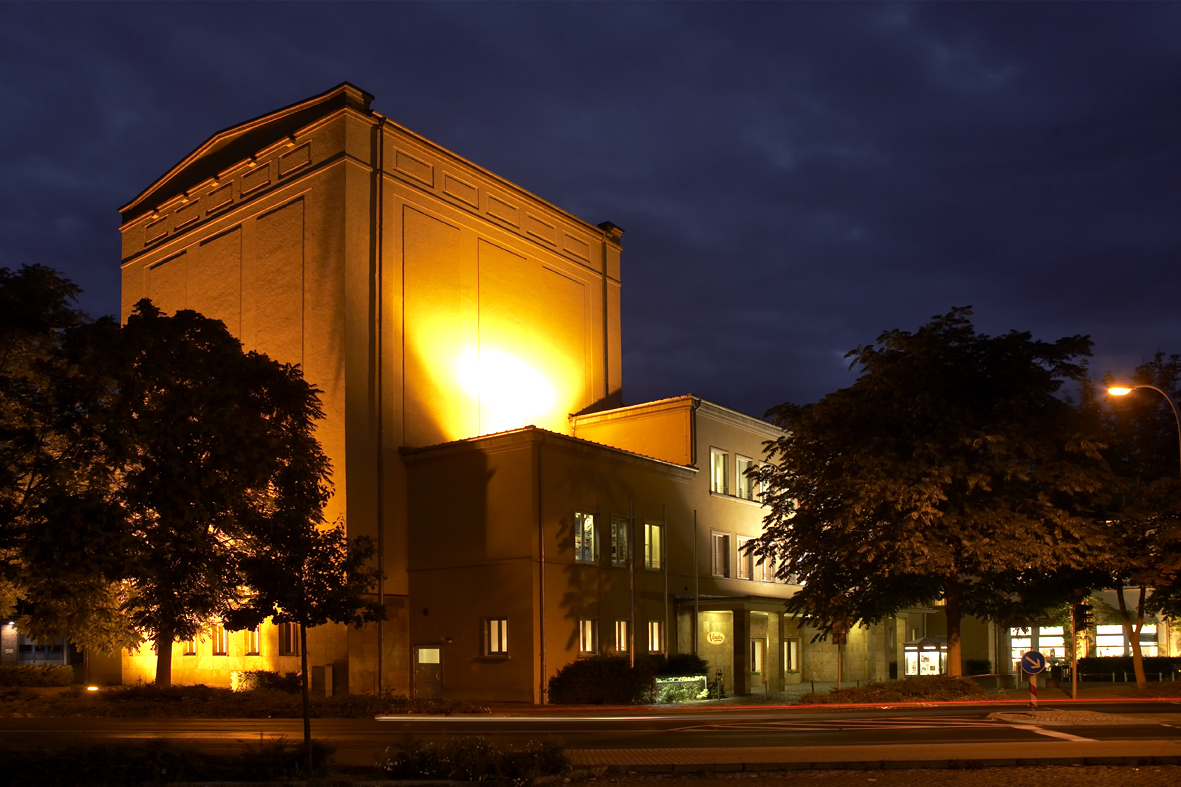
Städtisches Kulturhaus Bitterfeld-Wolfen

Die bedeutendste kommunale kulturelle Begegnungsstätte ist das Städtische Kulturhaus. 1927 von den Agfa-Werken erbaut, diente es bis zur politischen Wende 1989 hauptsächlich als Veranstaltungsstätte für die Mitarbeiter der ehemaligen Filmfabrik Wolfen. Mit der Übernahme des Kulturhauses durch die damalige Stadt Wolfen im Jahre 1991 wurde die Voraussetzungen dafür geschaffen, dass das Kulturhaus in wachsendem Maße Bedeutung für die Stadt, die Region und darüber hinaus einnimmt.
Das Kulturhaus bietet ein breitgefächertes Angebot verschiedener Genres. Neben Veranstaltungen für Kinder und Jugendliche können das unter anderem Varietéveranstaltungen, Kabarett, Musicals, Ballett, Oper und Operette, Theater, Kleinkunst und Tanzveranstaltungen sein. Um die Angebotsvielfalt und die dazu notwendigen technischen Möglichkeiten bieten zu können, hat die Stadt in den letzten Jahren erhebliche finanzielle Mittel in den Um- und Ausbau des Kulturhauses investiert. Den Abschluss wird die Sanierung des Großen Saales bilden.

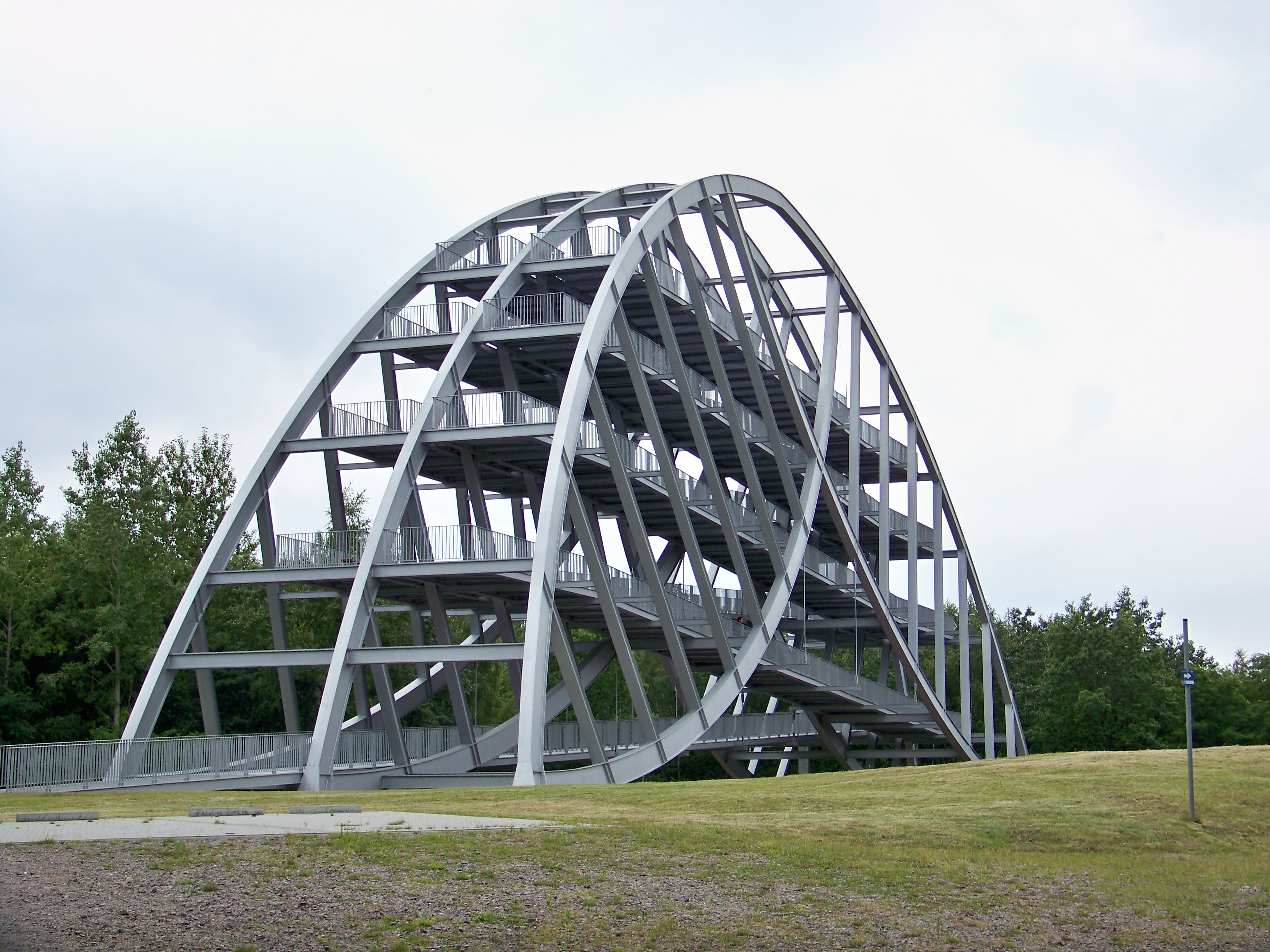
Bitterfelder Bogen
Im August 2006 wurde der 28 Meter hohe und 81 Meter lange Bitterfelder Bogen auf dem Bitterfelder Berg eröffnet. Der Architekt und Künstler Claus Bury schuf somit im südöstlichen Teil Bitterfelds einen weiteren Aussichtspunkt, da die stählerne Bogenkonstruktion begehbar ist. Auf einem 540 Meter langen Laufsteg erreicht man die oberste Aussichtsplattform, von der man bei guter Sicht bis zum Flughafen Leipzig/Halle und manchmal sogar bis zum Brocken sehen kann. Ebenfalls bietet sich ein hervorragender Blick über die Goitzsche. Dank seiner erhöhten Lage kann das Bauwerk schon von weitem gesehen werden. Der Bitterfelder Bogen ist Teil der Erlebnisroute „KOHLE | DAMPF | LICHT | SEEN“.
Freilichtbühne im Stadtteil Wolfen
Die Freilichtbühne im Stadtteil Wolfen liegt mitten im Naherholungsgebiet Fuhneaue. Sie gilt als größte Freilichtbühne in Sachsen-Anhalt und kann laut Stadtverwaltung gemietet werden. In jedem Jahr finden mehrere Veranstaltungen auf dem Bühnengelände, welches auf einer künstlich geschaffenen Insel liegt, statt.
Pegelturm

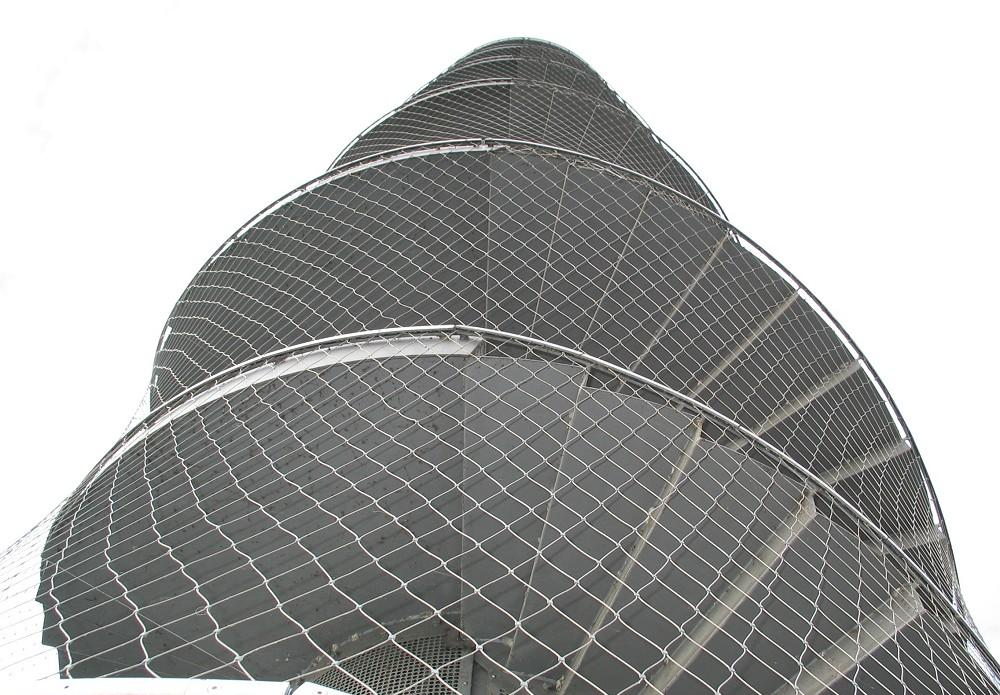
Der Pegelturm in Bitterfeld

Der begehbare Pegelturm steht etwa 50 m vom Ufer entfernt in der Goitzsche, in der Nähe der Bitterfelder Wasserfront. Der 26 Meter hohe Turm schwimmt auf der Wasseroberfläche des Sees und ist nach dem Sturmschaden wieder über eine Seebrücke zu erreichen. Besonders am Wochenende ist er Zielpunkt von vielen Touristen, da von ihm aus eine weite Rundumsicht ermöglicht wird. Im Dunkeln wird er durch langsam wechselnde Farben illuminiert. Am Ufer befinden sich Restaurants, Cafés sowie ein Souvenirladen. Weiterhin befindet sich unmittelbar an der Seebrücke ein kleiner Badestrand.

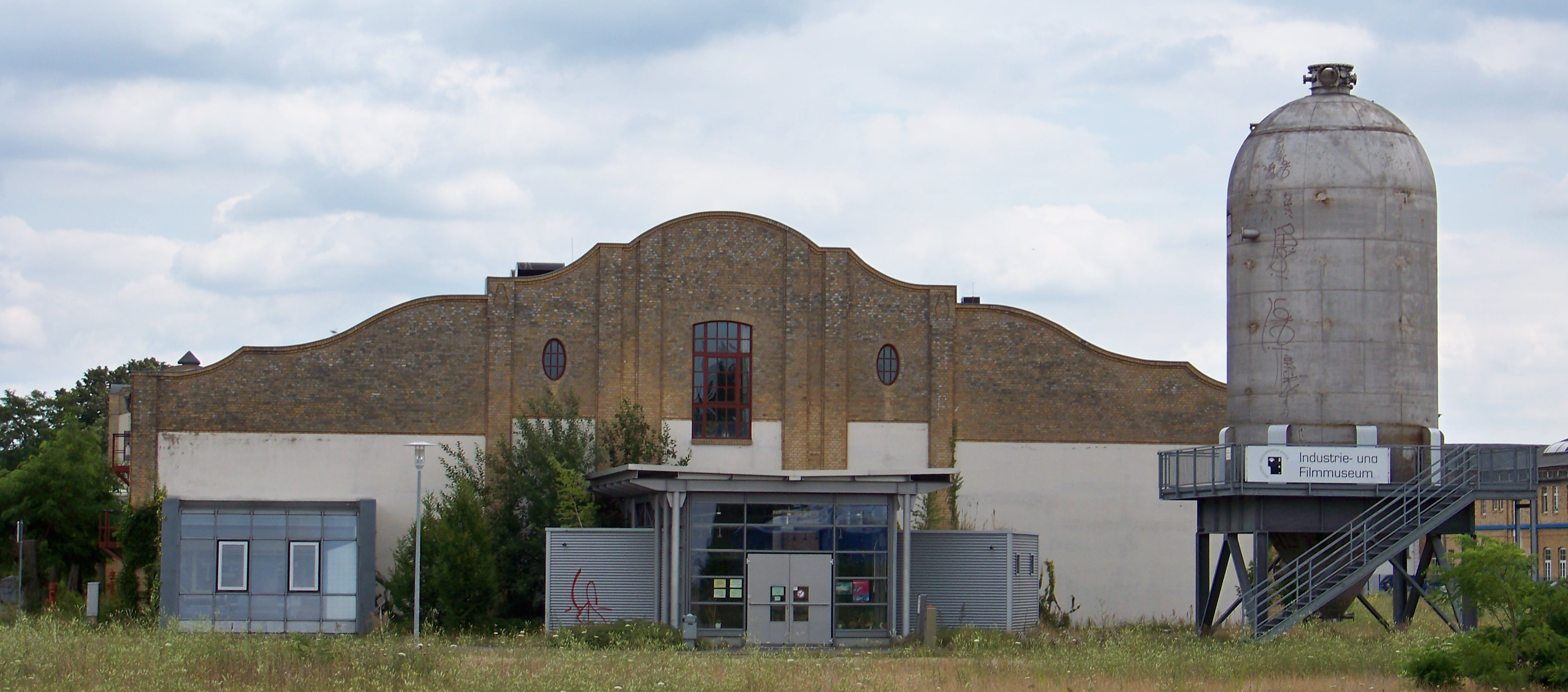
Industrie- und Filmmuseum
Das Industrie- und Filmmuseum befindet sich im Stadtteil Wolfen und liegt im Gebiet des Chemieparks Bitterfeld-Wolfen. Das Museum beschäftigt sich mit der Geschichte der Filmfabrik Wolfen, die durch die Firma Agfa und später dann ORWO gebildet wurde. Weiterhin wird die Herstellung von Rohfilmen anhand von originalen Maschinen veranschaulicht. Im Gebäude des Filmmuseums finden mehrmals im Jahr Sonderausstellungen zur historischen und zeitgenössischen Fotografie statt. Das Museum ist Teil der Erlebnisroute „KOHLE | DAMPF | LICHT | SEEN“.
Bitterfelder Rathaus

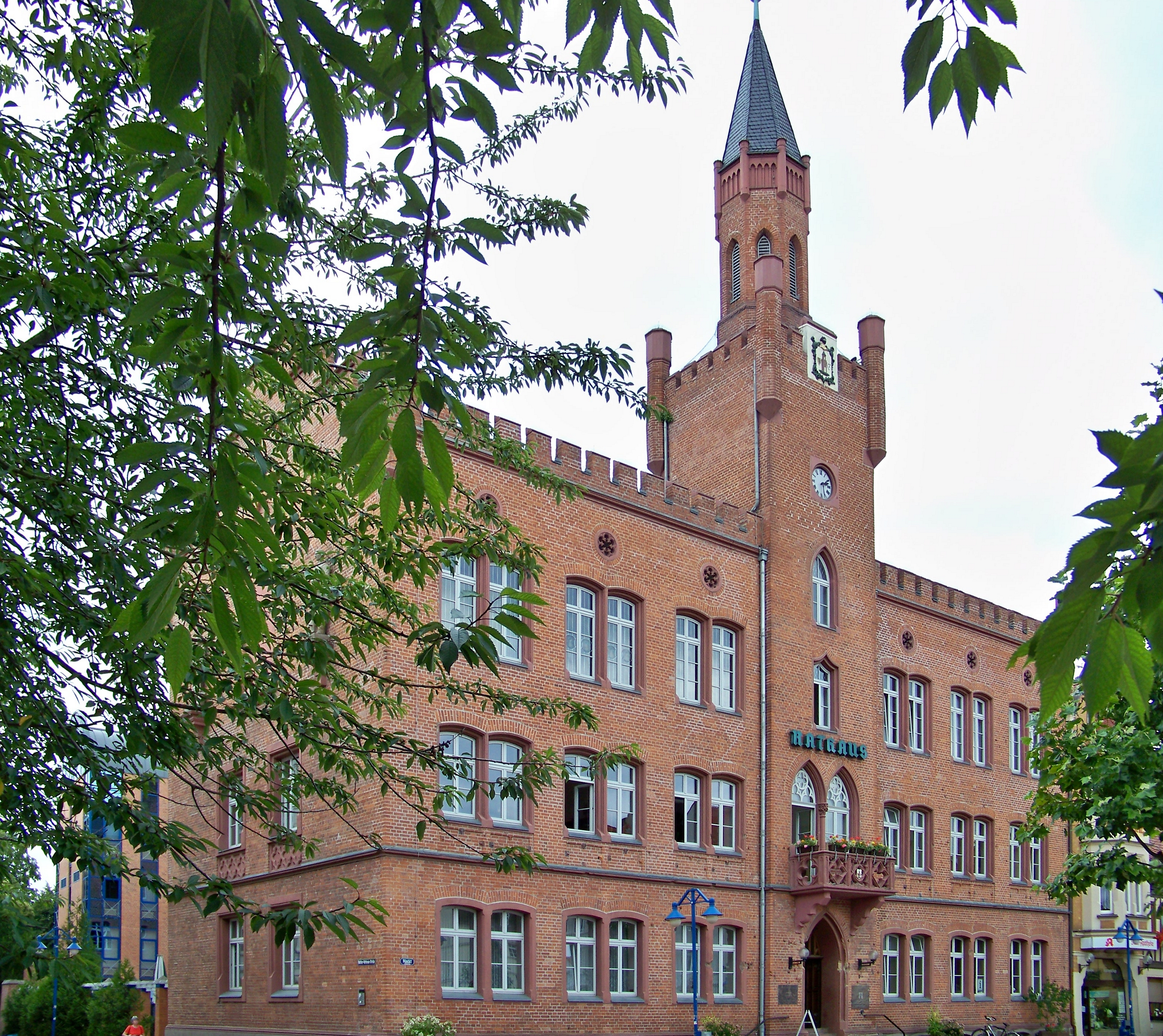
Rathaus Bitterfeld

Direkt am Marktplatz des Ortsteiles Bitterfeld steht das über 300 Jahre alte Rathaus. Charakteristisch für den Bau sind die rötlichen Backsteine und der in der Mitte befindliche Turm. Erbaut wurde es nach einem Entwurf des Architekten Ritter. Der historische rote Backsteinbau wurde 1865 fertiggestellt, nachdem das alte Rathaus abgerissen worden war. Im Jahr 1991 begannen die Bauarbeiten für den Erweiterungsbau, welcher 1993 vollendet wurde. Für das Bauprojekt mussten viele Rathausnebengebäude weichen.

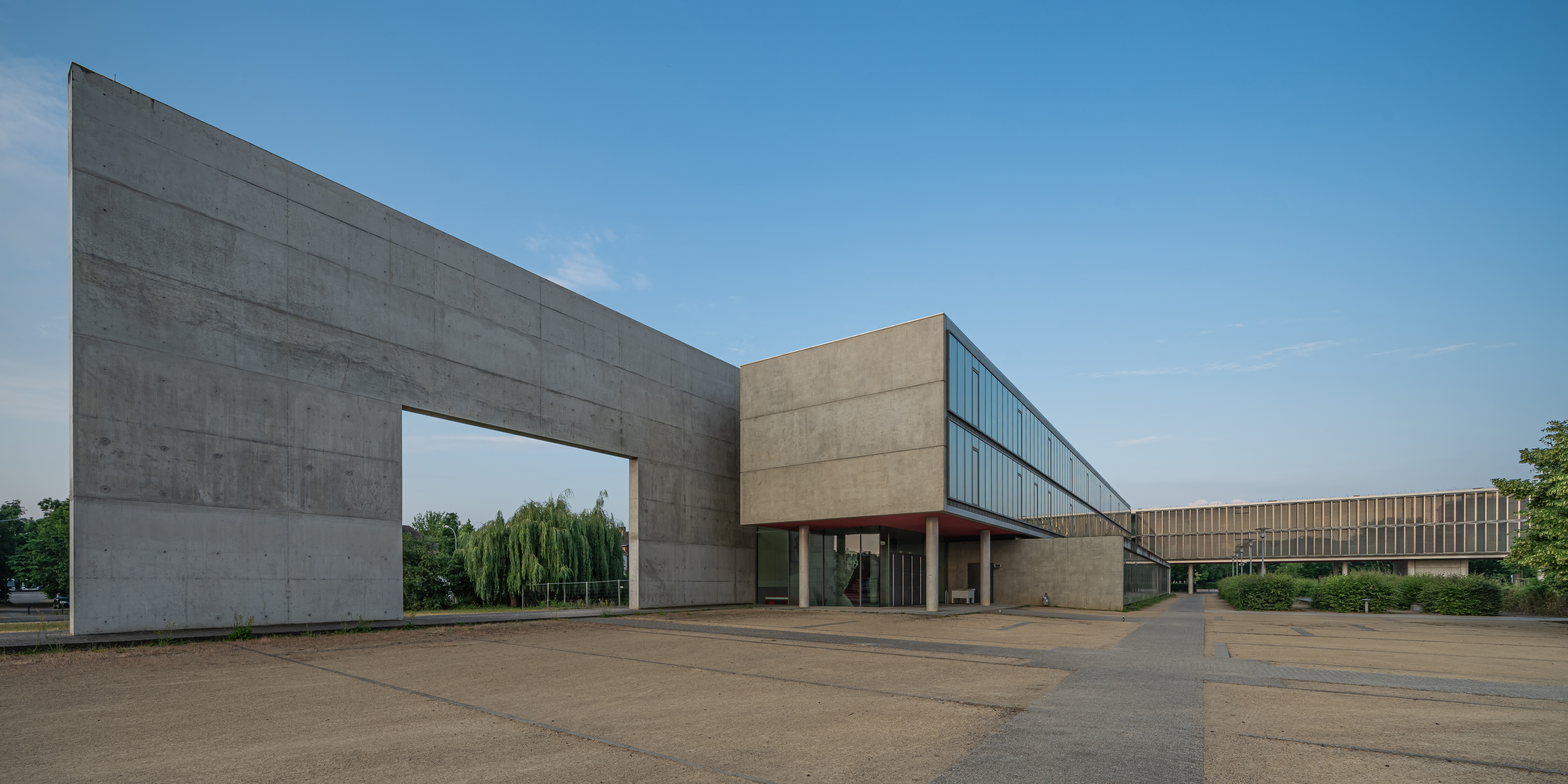
Berufsschulzentrum Bitterfeld-Wolfen

Berufsschulzentrum August von Parseval Bitterfeld-Wolfen
Das Berufsschulzentrum August von Parseval Bitterfeld-Wolfen wurde im Jahr 2000 seiner Bestimmung übergeben. Der Name August von Parseval erinnert an die Traditionen der Chemie und Luftschifffahrt im Raum Bitterfeld. Das Gebäude ist in Niedrigenergiebauweise ausgeführt.

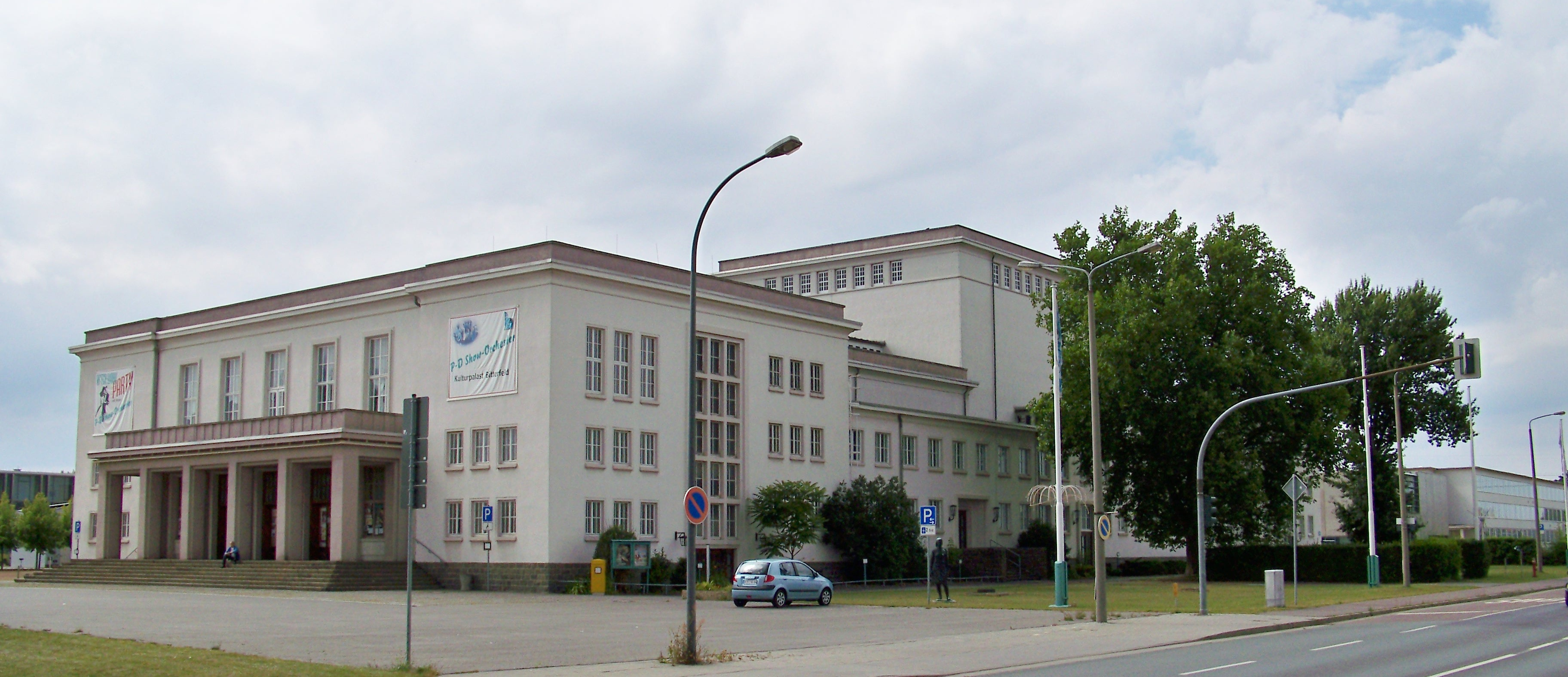
Kulturpalast Bitterfeld
Der Kulturpalast wurde 1952 bis 1954 nach dem Vorbild des Landestheaters Dessau gebaut. Im Stil des Neoklassizismus errichtet, sind die Wände des Foyers und Theatersaales reichlich mit Marmor, Travertin und Holz verkleidet sowie mit Stuck verziert. 1959 war der Kulturpalast Austragungsort einer kulturpolitischen Konferenz, deren Ergebnisse als „Bitterfelder Weg“ popularisiert wurden. Erklärtes Ziel war es u. a., die Werktätigen zu künstlerischem Schaffen anzuregen. Ab 2015 stand der Kulturpalast praktisch leer und wird nicht mehr für Veranstaltungen genutzt. Im Jahre 2020 wurde ein Sanierungskonzept vorgelegt, welches den Kulturpalast vor dem Abriss bewahrte. Im Juli 2022 war er zentrales Element des Festival Osten. 
Die Kulturdenkmale der Stadt sind im örtlichen Denkmalverzeichnis aufgeführt.

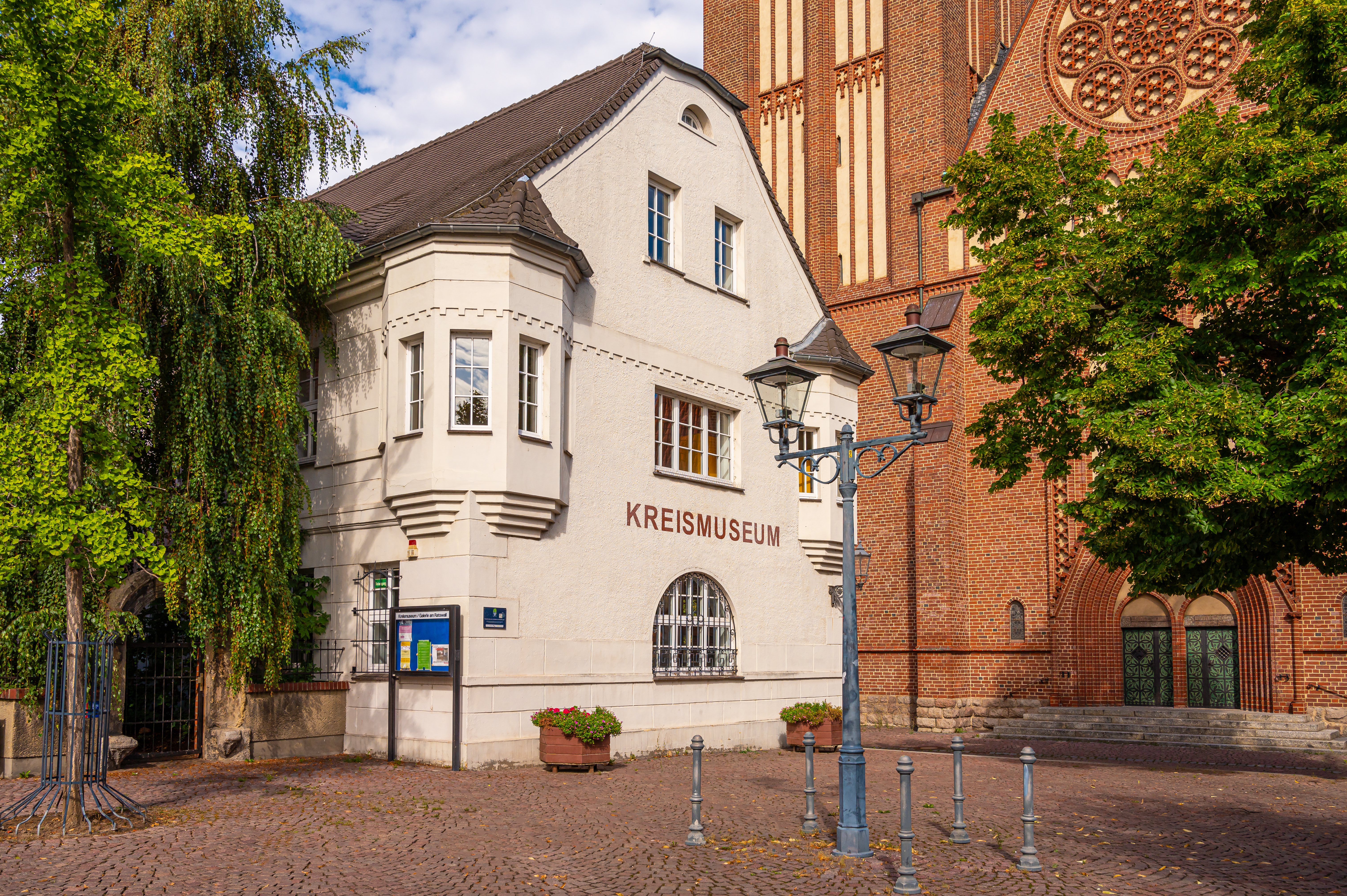
Kreismuseum Bitterfeld
Bereits 1892 wurde die „Städtische Sammlung für Heimatkunde und Geschichte des Kreises Bitterfeld“ von Kirchenrendant Emil Obst gegründet, der auch den Grundstein für die heute 10.000 Bände umfassende Bibliothek legte. 1901 wurde durch Obsts großen Sammeleifer ein Umzug vom historischen Rathaus, wo die Sammlung zunächst untergebracht war, in die Schule an der Stadtkirche notwendig, wo sich das Museum auch heute noch befindet. Das Kreismuseum zeigt Dauerausstellungen zu den Themen Stadtgeschichte, Naturkunde, Mineralien, Ballonfahrt und Bernstein, hinzu kommen regelmäßig wechselnde Sonderausstellungen.
Wasserzentrum Bitterfeld
Das Wasserzentrum ist ein Informations- und Bildungszentrum zum Thema Wasser. Es befindet sich im stillgelegten ehemaligen Wasserwerk Bitterfeld und zeigt anhand historischer Anlagenteile die Geschichte der Wasseraufbereitung. Interaktive Elemente bieten Möglichkeiten zum Experimentieren mit Wasser. Im Klangspeicher finden aufgrund der besonderen akustischen Eigenschaften des Raums Konzerte und andere Musikveranstaltungen statt.
Das Wasserzentrum Bitterfeld liegt an der „KOHLE | DAMPF | LICHT“-Radroute. Die Route führt vorbei an verschiedenen Zeugnissen der Industriegeschichte und zeigt die Entwicklung vom mitteldeutschen Industrierevier zur Kultur- und Erholungslandschaft.
Johanneskirche in Wolfen
Die Kirche wurde 1898 und das letzte Mal von 1999 bis 2000 saniert. Dabei wurde das Kirchenschiff restauriert und eine seit Jahrzehnten mit Spanplatten verkleidete alte Emporbrüstung freigelegt. Des Weiteren wurde der alte Taufstein wieder in die Mitte des Chorraumes eingesetzt.
 Kulturbotschafterin der Stadt 
Armin Schenk, der Oberbürgermeister von Bitterfeld-Wolfen, hat im Januar 2024 die Band Goitzsche Front zur offiziellen Kulturbotschafterin der Stadt ernannt.

## Wirtschaft und Infrastruktur

### Wirtschaft

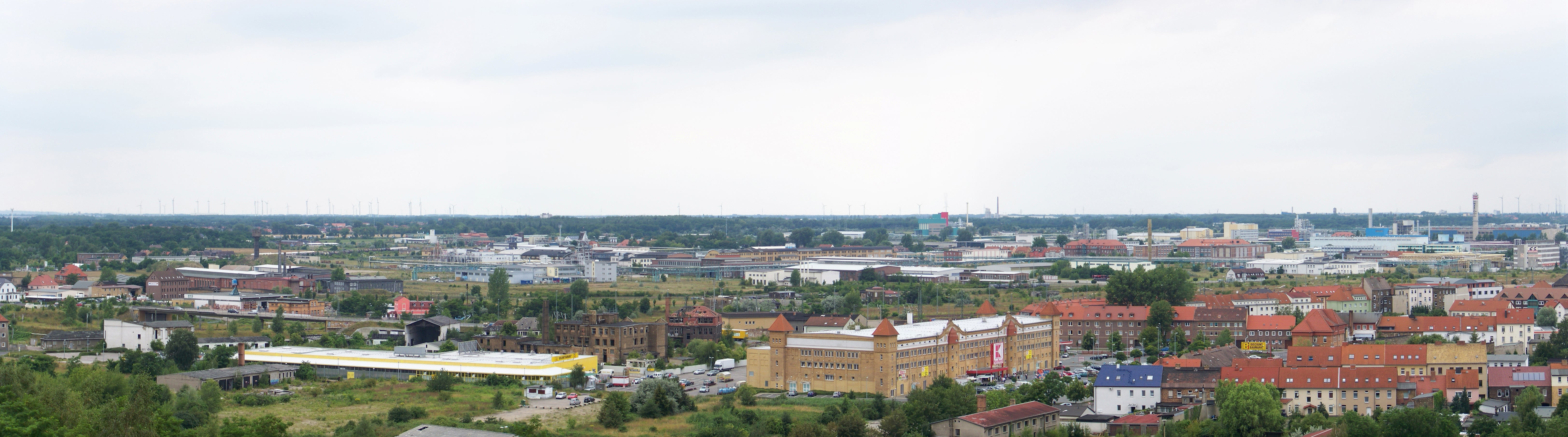
Teil des Chemieparks Bitterfeld-Wolfen

Die Städte Bitterfeld und Wolfen waren im 20. Jahrhundert wichtige Chemiestandorte. Zu den herausragenden Unternehmen jener Ära zählen das Chemiekombinat Bitterfeld und die Filmfabrik Wolfen, die allerdings auch die Ursache für eine starke Umweltzerstörung der Region waren. Auf dem Gelände dieser beiden Unternehmen fand nach der Deutschen Wiedervereinigung eine umfangreiche Sanierung statt. Heute umfasst der Chemiepark Bitterfeld-Wolfen eine Fläche von 1.200 Hektar, wo in zahlreichen neu gegründeten Unternehmen insgesamt etwa 11.000 Menschen beschäftigt sind.
Zu den wichtigsten Unternehmen im Chemiepark gehören die Bayer Bitterfeld GmbH, die Viverso GmbH, ein Standort der Evonik Degussa GmbH, die Linde AG Geschäftsbereich Linde Gas, die P-D Group, die Heraeus Quarzglas GmbH & Co. KG, Dow Wolff Cellulosics GmbH (DWC) sowie die Akzo Nobel Industrial Chemicals GmbH.
Westlich des Chemieparks am Rand des Ortsteils Thalheim hat sich seit 2001 mit der Q-Cells SE ein Hersteller von Solarzellen etabliert. Mit der ebenfalls in Bitterfeld-Wolfen angesiedelten Sovello AG und weiteren Unternehmen dieser Branche warb die Region mit der Bezeichnung Solar Valley, die meisten dieser Firmen sind inzwischen jedoch insolvent. Meyer Burger Technology AG hat an diesem Standort die weitgehend automatisierte Fertigung von Solarmodulen aufgenommen.
Im Stadtgebiet konnte die Zahl der Arbeitsplätze in den vergangenen Jahren deutlich erhöht werden. Die Zahl der sozialversicherungspflichtig Beschäftigten stieg von etwa 17.000 im Jahr 2005 auf 22.104 zum 30. Juni 2009. Dies entspricht etwa 5.100 neuen Arbeitsplätzen für die Stadt, was eine Steigerung von etwa 30 Prozent bedeutet.

### Gericht
Die Stadt ist Sitz des Amtsgerichts Bitterfeld-Wolfen.

### Verkehrsanbindung

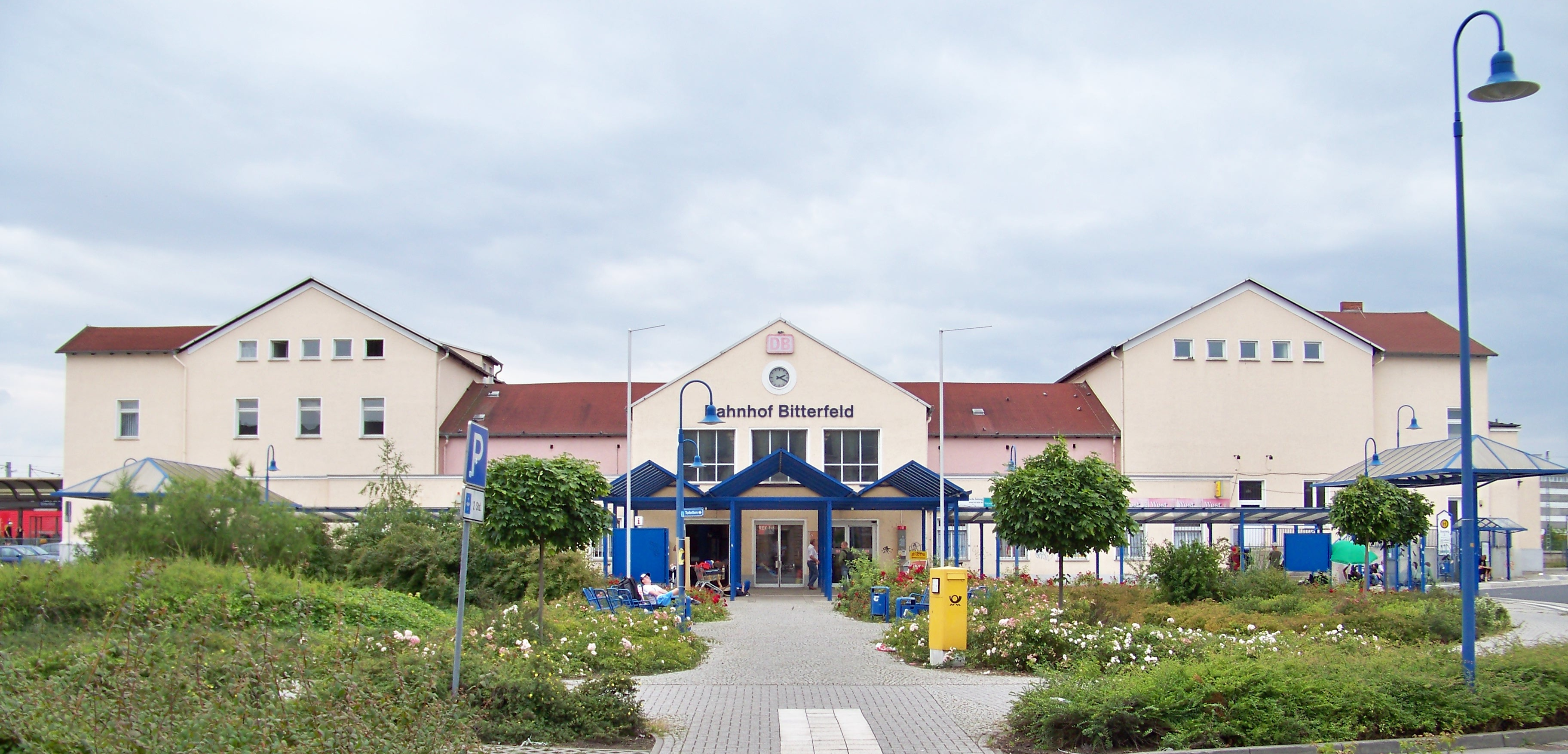
Bitterfelder Bahnhof

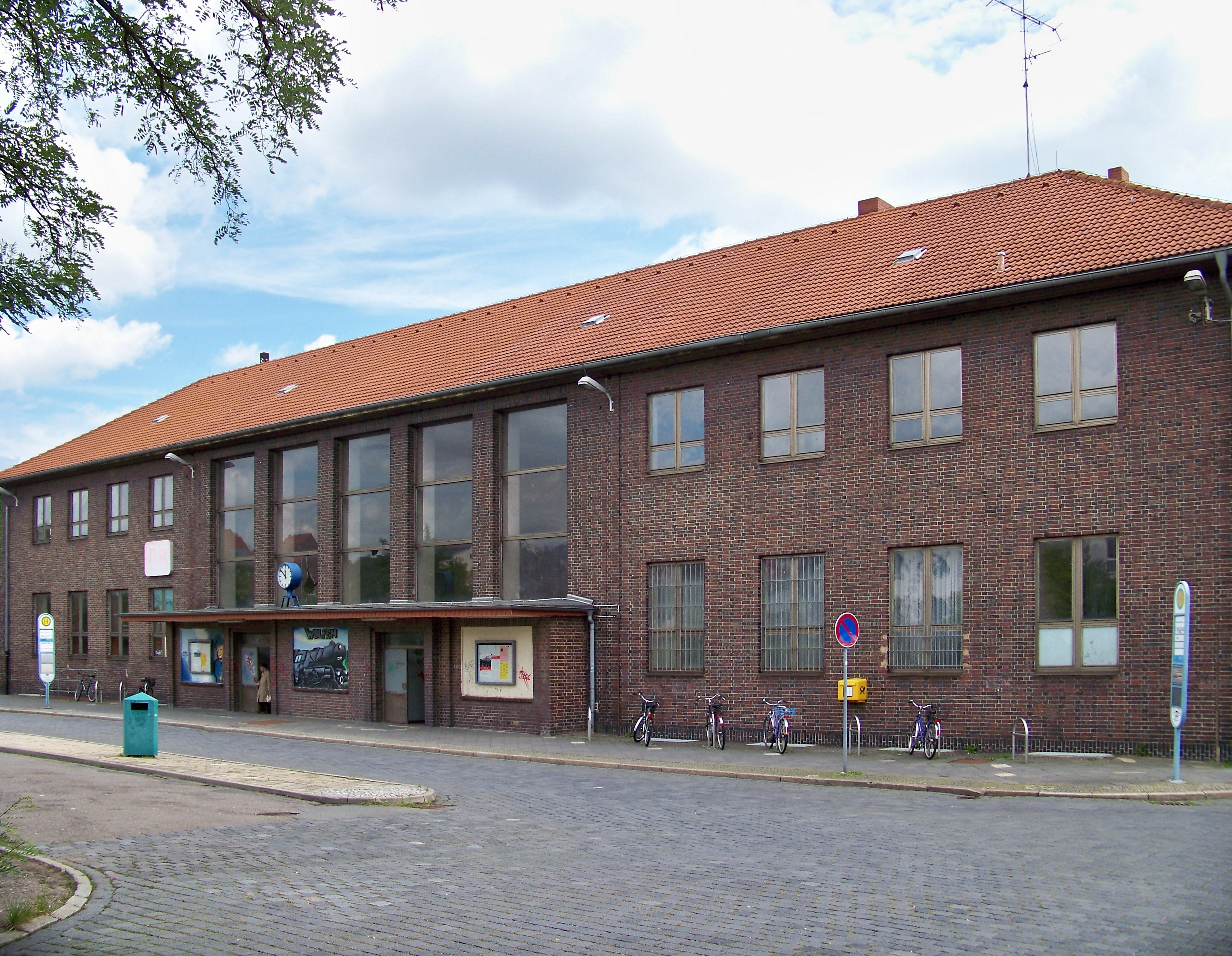
Ehemaliger Wolfener Bahnhof

#### Schienenverkehr
In Bitterfeld-Wolfen befinden sich die vier Bahnstationen für den Personenverkehr Bitterfeld, Greppin, Wolfen (Kr Bitterfeld) und Jeßnitz (Anh) (grenzt an Wolfen-Nord und Bobbau), wovon der an der Schnellfahrstrecke Berlin–Leipzig/Halle liegende Bahnhof Bitterfeld am größten und wichtigsten ist.
Dort halten im Fernverkehr Intercity-Express-Züge vor allem der Linie Hamburg – Berlin – Halle (Saale) – Erfurt – Nürnberg – München.
Im Regionalverkehr verbinden Regional-Express-Züge Bitterfeld-Wolfen jede Stunde direkt mit Leipzig, Dessau-Roßlau und Magdeburg. Diese halten sowohl in Bitterfeld als auch in Wolfen (Kr Bitterfeld). S-Bahnen verkehren stündlich von Leipzig (Linie S2) und Halle (Linie S8) über Bitterfeld abwechselnd in Richtung Dessau-Roßlau und Gräfenhainichen – Lutherstadt Wittenberg. Die Züge in Richtung Dessau halten dabei auch in Greppin, Wolfen (Kr Bitterfeld) und Jeßnitz (Anh). Wochentags wird ab Bitterfeld Richtung Leipzig und Halle ein Halbstundentakt angeboten.

#### Straßenverkehr
Durch Bitterfeld-Wolfen verlaufen die B 100 Halle (Saale) – Lutherstadt Wittenberg, die B 183 Köthen (Anhalt) – Torgau – Bad Liebenwerda und die B 184 Leipzig – Dessau-Roßlau – Magdeburg. Die nächsten Autobahnanschlüsse bestehen an der A 9 Berlin – Leipzig – Nürnberg – München nach Süden mit der Abfahrt Halle (Saale) an der B 100 nahe Brehna, nach Norden mit der Abfahrt Dessau-Süd an der B 184 und für das Zentrum die Abfahrt Bitterfeld / Wolfen.
Die Busgesellschaft Vetter verbindet die Stadt mit umliegenden Dörfern sowie mit Wittenberg.

#### Flugverkehr
Der nächste größere Verkehrsflughafen ist der Flughafen Leipzig/Halle, welcher über die A9 und A14 in etwa 30 Autominuten zu erreichen ist.

### Gesundheitswesen
Im Ortsteil Bitterfeld befindet sich das Gesundheitszentrum Bitterfeld-Wolfen. Im gesamten Stadtgebiet praktizieren 15 Allgemeinmediziner, 63 Fachärzte sowie 44 Zahnärzte und Kieferorthopäden. Zwölf Apotheken sichern die medizinische Grundversorgung ab (Stand 2019).

### Sport
Freizeitbad Woliday

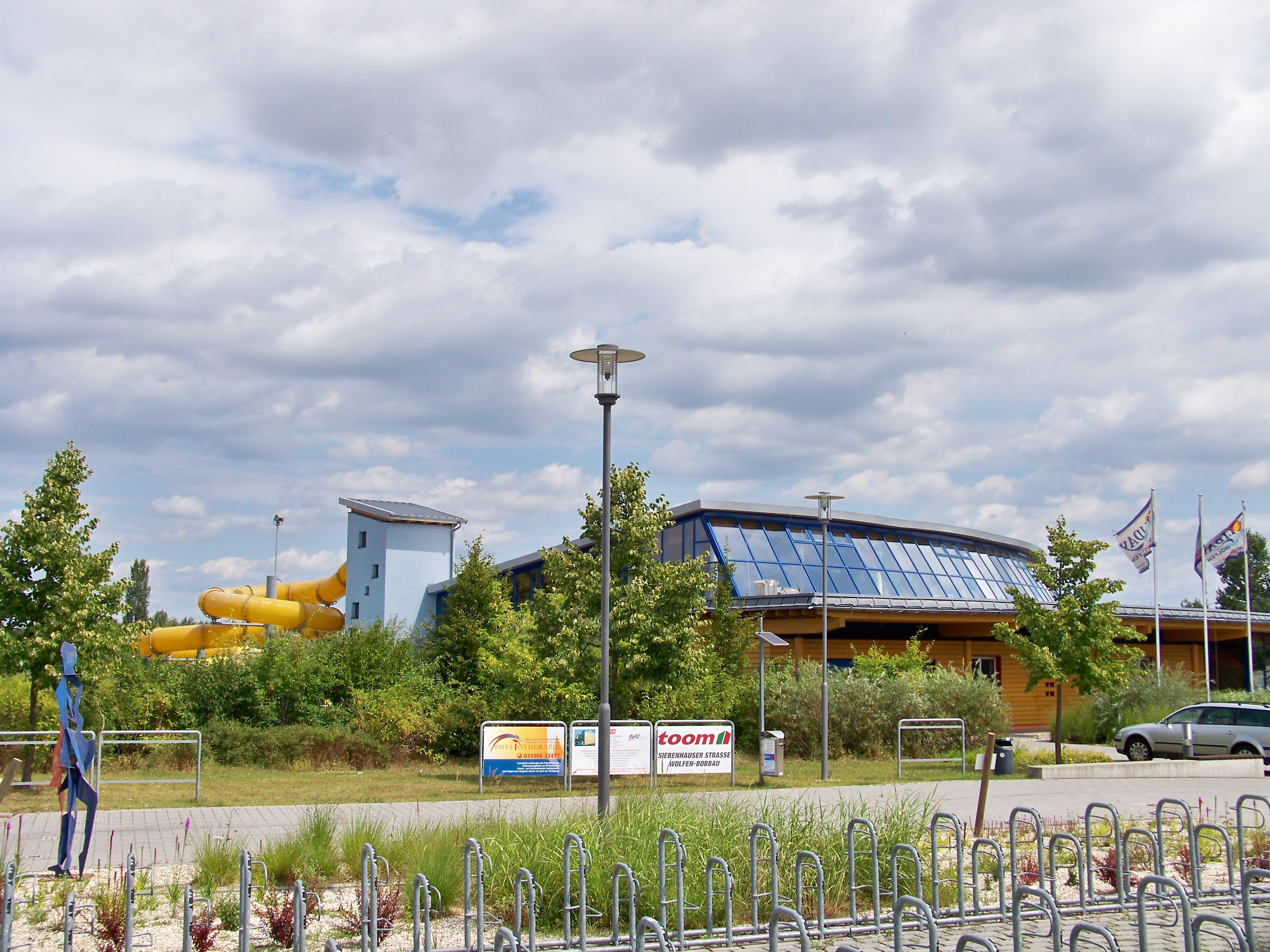
Woliday in Wolfen

Das Woliday ist ein Spaß- und Erholungsbad im Stadtteil Wolfen. Das Bad besitzt neben Erlebnisinnen- und -außenbecken, einer 75-Meter-Rutsche und einer Breitrutsche im Außenbereich auch ein Solebecken. Auf dem Außengelände befinden sich großzügige Liegewiesen, ein Kinderspielplatz und ein Beachvolleyballfeld. Weiterhin hat das Woliday eine 200 m² große Saunaanlage mit Abkühlungsbecken und Gastronomie.
Sportschwimmhalle „Heinz Deininger“
Die Schwimmhalle „Heinz Deininger“ liegt im Ortsteil Bitterfeld, in der Nähe des Bitterfelder Zentrums. Neben den wettkampftauglichen Schwimmbahnen bietet die Sportschwimmhalle auch einen Saunabereich.
Jahnstadion

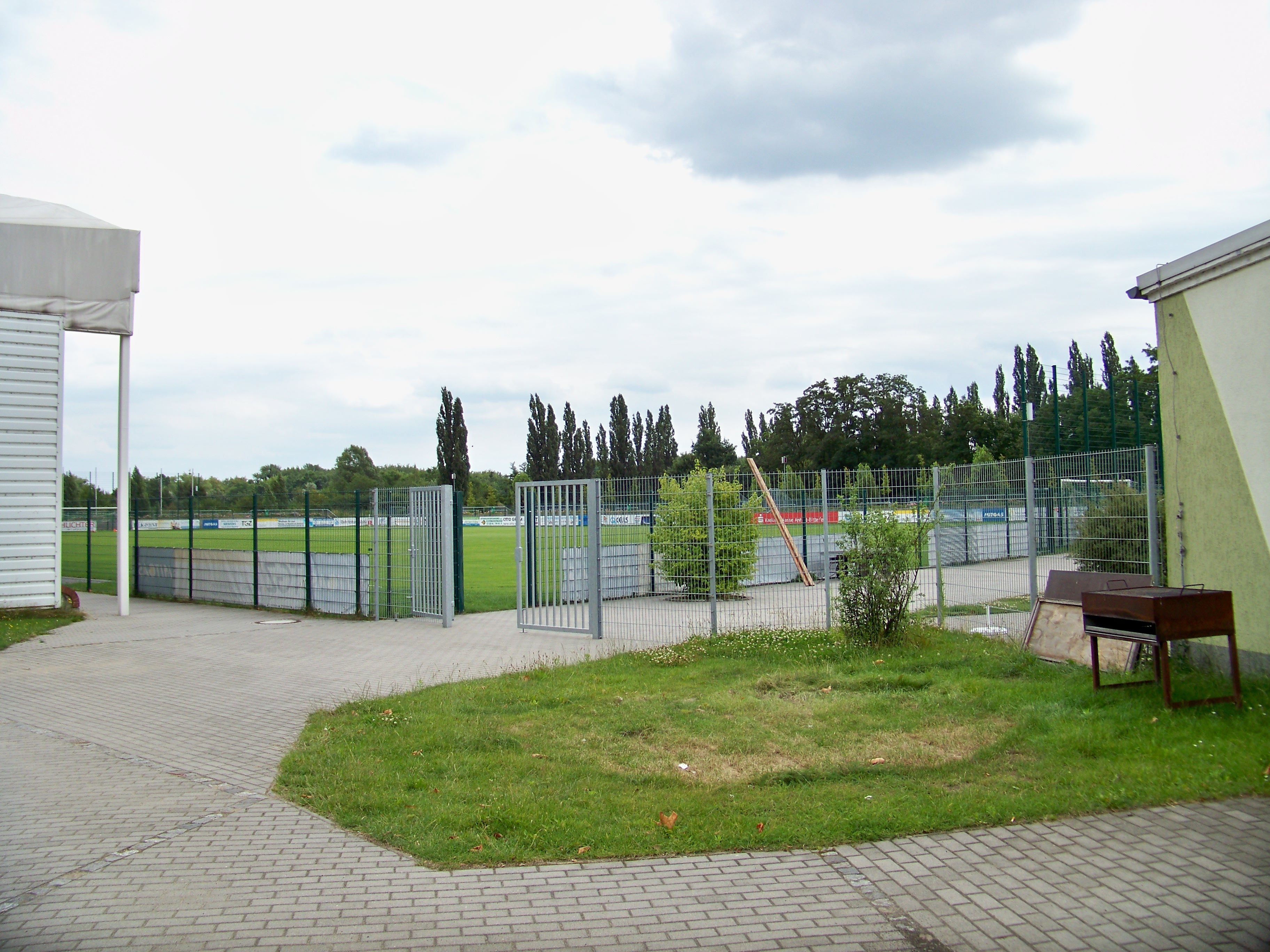
Jahnstadion in Wolfen

Das Jahnstadion im Ortsteil Wolfen ist ein reines Fußballstadion und bietet 5000 Zuschauern Platz. Die Tribüne besitzt ein Faltdach sowie Steh- und Sitzplätze. An der Gegengerade und den Stirnseiten wurden Betonstufen für Stehplätze installiert. Im Jahnstadion trainierte bis Ende 2011 der Fußballverein FC Grün-Weiß Wolfen, bevor dieser im Zuge eines Insolvenzverfahrens den Spielbetrieb einstellen musste.
Vereine: u. a. SG Chemie Wolfen und SG Chemie Bitterfeld (viele verschiedene Sportarten). Die Volleyballmänner des VC Bitterfeld-Wolfen spielen in der 1. Bundesliga.

## Varia
- Die deutschsprachige Band Goitzsche Front bezieht sich immer wieder auf ihre Herkunft aus Bitterfeld-Wolfen.